# Croce di Santa Nino

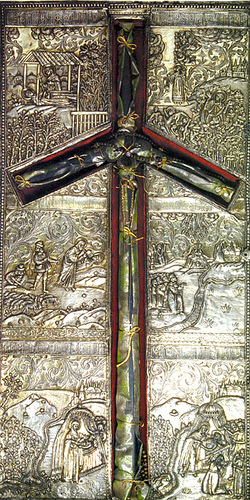
Croce di Santa Nino

La Croce di tralci di vite (in georgiano ჯვარი ვაზისა, Jvari Vazisa?), meglio nota come Croce di Santa Nino o Croce georgiana, è il più importante simbolo della Chiesa ortodossa georgiana. Secondo la tradizione fu portata in Georgia nel IV secolo da Santa Cristiana (Nino), evangelizzatrice dell'antico regno d'Iberia. È riconoscibile per la leggera curvatura verso il basso dei bracci orizzontali. Le fonti agiografiche affermano che Nino ricevette la croce dalla Vergine Maria  e la cinse con i propri capelli (secondo altri racconti, invece, la creò lei stessa mentre era in viaggio verso Mtskheta). La croce accompagnò la missione di evangelizzazione della santa in Iberia.
In base alle fonti la croce fu custodita presso la cattedrale di Svetitskhoveli a Mtskheta fino al 541. A causa delle invasioni persiane fu poi spostata in Armenia, dove rimase fino al 1124, anno in cui il re Davide IV strappò la città di Ani ai musulmani e riportò la reliquia a Mtskheta. All'inizio del XIV secolo il sovrano georgiano Vakhtang III fece forgiare un reliquiario destinato a contenere la croce. Esso fu decorato con immagini tratte dalle agiografie dedicate a Santa Nino.
Durante gli anni venti del Settecento, epoca in cui la Georgia si trovò a dover fronteggiare le invasioni persiane e ottomane, la reliquia fu spostata ad Ananuri, in una zona montuosa e sicura. Da lì poi il vescovo georgiano Timoteo la portò a Mosca, dove risiedeva il principe emigrato Bakar. Successivamente il re georgiano Eraclio II cercò di recuperare la reliquia dalla famiglia di Bakar, ma senza alcun risultato. Nel 1801 il nipote di Bakar, Giorgio XII, donò la croce allo zar russo Alessandro I, poiché quest'ultimo aveva promesso di liberare la Georgia dai turchi musulmani. Nel 1802, in occasione dell'incorporazione della Georgia nell'Impero russo, la reliquia fu restituita alla venerazione del popolo georgiano. Da allora è conservata nella cattedrale Sioni di Tbilisi.